# Halowe Mistrzostwa Świata w Lekkoatletyce 1987 – skok w dal kobiet
Skok w dal kobiet – jedna z konkurencji technicznych rozgrywanych podczas halowych mistrzostw świata w hali Hoosier Dome w Indianapolis. Rozegrano od razu finał 7 marca 1987. Zwyciężyła reprezentantka Niemieckiej Republiki Demokratycznej Heike Drechsler, która  na tych mistrzostwach triumfowała również w biegu na 200  metrów. Tytułu zdobytego na światowych igrzyskach halowych w 1985 nie obroniła Helga Radtke z NRD, która tym razem zdobyła srebrny medal.

## Rezultaty

### Finał
Wystartowało 11 skoczkiń.

Opracowano na podstawie materiału źródłowego.
| Miejsce | Zawodniczka         | Wynik | Uwagi |
| ------- | ------------------- | ----- | ----- |
| 1       | Heike Drechsler     | 7,10  | CR    |
| 2       | Helga Radtke        | 6,94  |       |
| 3       | Jelena Bielewska    | 6,76  |       |
| 4       | Galina Czistiakowa  | 6,66  |       |
| 5       | Vali Ionescu        | 6,62  |       |
| 6       | Agata Karczmarek    | 6,43  |       |
| 7       | Edine van Heezik    | 6,33  |       |
| 8       | Antonella Capriotti | 6,31  |       |
| 9       | Carol Lewis         | 6,23  |       |
| 10      | Cynthia Henry       | 6,10  |       |
| –       | Rowan Maynard       | NM    |       |